# Oloplotosus
Oloplotosus es un género de peces actinopeterigios de agua dulce, distribuidos por ríos y lagos del sureste de Asia y de islas de Oceanía.

## Especies
Existen tres especies reconocidas en este género:
- Oloplotosus luteus Gomon y Roberts, 1978
- Oloplotosus mariae Weber, 1913
- Oloplotosus torobo Allen, 1985